# Chajá (postre)
El Chajá es un postre típico de la gastronomía uruguaya. Fue creado por Orlando Castellano propietario de la Confitería Las Familias en la ciudad de Paysandú el 27 de abril de 1927. El postre es considerado un bien de interés patrimonial por el Departamento de Paysandú.
Debe su nombre al chajá, un ave que habita en las zonas centro y sur de América del Sur, y que en particular es abundante en el Departamento de Paysandú.
Los componentes del postre son merengue, bizcochuelo, crema doble y sus frutas características son el durazno y la frutilla. También se pueden elaborar variantes con dulce de leche y chocolate.
En 2018, el Ministerio de Turismo de Uruguay le concedió el uso de la marca país "Uruguay Natural".
En 2023, fue reconocido por TasteAtlas como uno de los mejores 50 postres del mundo, ubicándose en el puesto 30, basado en las preferencias de los usuarios del sitio web.